# Parque nacional Liwonde
El Parque Nacional Liwonde (Liwonde National Park, en inglés) es un parque nacional en Malaui. Se encuentra a 6 km de la ciudad de Liwonde, y a 160 km de Blantyre, la segunda ciudad del país, en la rivera del río Shire, tributario del río Zambeze, en el tramo comprendido entre el lago Malawi y el lago Malombe.

## Entorno y fauna
La localización del parque hace que sea muy llano y contenga hábitats muy variados: fluvial, marjal, llanuras de inundación y sabanas.
Entre la fauna es fácil poder observar elefantes, hipopótamos, cocodrilos, diversas especies de antílopes, y una variada avifauna, más de doscientas especies, y más raramente rinocerontes, leones y panteras.

## Turismo
En el interior del parque se pueden encontrar establecimientos hoteleros, llamados lodges, que ofrecen alojamiento y visitas por el parque.